# راکبریج (میزوری)
راکبریج (به انگلیسی: Rockbridge) یک منطقهٔ مسکونی در ایالات متحده آمریکا است که در میزوری واقع شده‌است. راکبریج ۲۳۰ متر بالاتر از سطح دریا واقع شده‌است.